# Costa Coffee
A Costa Coffee é uma empresa de cafeterias multinacional do Reino Unido sediada em Dunstable, Bedfordshire e é uma subsidiária da The Coca-Cola Company. É a segunda maior cadeia de cafés do mundo, apenas atrás somente da Starbucks e é a maior do Reino Unido.
Foi fundada em 1971 em Londres pela família Costa como uma empresa de suprimentos e cafés para cafeterias italianas da cidade. Foi comprada em 1995 pela Whitbread e expandida em larga escala. Em 2017 tinha 3.532 lojas e 6.801 maquinas expressas em aeroportos, hotéis e outros estabelecimentos no mundo todo. Em 2016, lançou um novo conceito de loja com intuito de ser mais "relaxante" que as demais, além de serem mais claras e permitirem os clientes verem o processo de produção do café.
Em agosto de 2018, a multinacional norte-americana Coca-Cola adquiriu a marca de café Costa da empresa britânica Whitbread por cerca de 4,3 mil milhões de euros.